# A negyedik Orbán-kormány államtitkárainak listája
A negyedik Orbán-kormány államtitkárai 2018. május 22-től 2022. május 25-ig (az eltérések zárójelben feltüntetve):
- Miniszterelnöki Kormányiroda
  - Fónagy János: miniszterhelyettes, parlamenti államtitkár (a nemzeti vagyon kezeléséért felelős tárca nélküli miniszter államtitkára)
  - Biró Marcell: közigazgatási államtitkár (2021. július 31-ig)
  - Bordás Gábor: közigazgatási államtitkár (2021. augusztus 1-től)
  - Juhász Edit: nemzeti pénzügyi és közműszolgáltatásokért felelős államtitkár (a nemzeti vagyon kezeléséért felelős tárca nélküli miniszter államtitkára) (2021. októberéig)
  - Juhász Roland: állami vagyongazdálkodásért felelős államtitkár (a nemzeti vagyon kezeléséért felelős tárca nélküli miniszter államtitkára) (2020. május 1-től)
  - Kovács József: nemzeti információs államtitkár
  - Bóka János: európai uniós kérdésekért felelős államtitkár (2021. január 15-től)
- Miniszterelnökség
  - Orbán Balázs: miniszterhelyettes, parlamenti és stratégiai államtitkár
  - Janó Márk: közigazgatási államtitkár
  - Azbej Tristan: az üldözött keresztények megsegítéséért és a Hungary Helps Program megvalósításáért felelős államtitkár (2018. szeptemberétől)
  - Aszódi Attila: a Paksi Atomerőmű kapacitásának fenntartásáért felelős államtitkár (a paksi atomerőmű két új blokkjának tervezéséért, megépítéséért és üzembe helyezéséért felelős tárca nélküli miniszter államtitkára) (2019. januárjáig)
  - Kovács Pál: a Paksi Atomerőmű kapacitásának fenntartásáért felelős államtitkár (a paksi atomerőmű két új blokkjának tervezéséért, megépítéséért és üzembe helyezéséért felelős tárca nélküli miniszter államtitkára) (2019. februárjától)
  - Becskeházi Attila: a Paksi Atomerőmű kapacitásának fenntartásához kapcsolódó infrastruktúra-fejlesztésért, innovációért és lokalizációért felelős államtitkár (a paksi atomerőmű két új blokkjának tervezéséért, megépítéséért és üzembe helyezéséért felelős tárca nélküli miniszter államtitkára)
  - Fürjes Balázs: Budapestért és a fővárosi agglomerációért felelős államtitkár
  - Potápi Árpád János: nemzetpolitikáért felelős államtitkár (a nemzetpolitikáért, egyházügyekért és nemzetiségekért felelős tárca nélküli miniszter államtitkára)
  - Soltész Miklós: egyházi és nemzetiségi kapcsolatokért felelős államtitkár (a nemzetpolitikáért, egyházügyekért és nemzetiségekért felelős tárca nélküli miniszter államtitkára)
  - Takács Szabolcs Ferenc: Európai uniós politikák kialakításáért és koordinációjáért felelős államtitkár (2019. júliusáig)
  - Tuzson Bence: közszolgálatért felelős államtitkár (2020. januárjáig)
  - György István: területi közigazgatásért felelős államtitkár (2020. januárjától)
  - Varga Judit: Európai uniós kapcsolatokért felelős államtitkár (2019. júliusáig)
  - Ágostházy Szabolcs: európai uniós fejlesztésekért felelős államtitkár (2020. októberétől)
  - Zsigó Róbert: parlamenti államtitkár (a családokért felelős tárca nélküli miniszter államtitkára) (2020. októberétől)
  - Ekler Gergely: stratégiáért és koordinációért felelős államtitkár (a családokért felelős tárca nélküli miniszter államtitkára) (2020. októberétől 2022. április 10-ig)
- Miniszterelnöki Kabinetiroda
  - Dömötör Csaba: miniszterhelyettes, parlamenti államtitkár
  - Vidoven Árpád: közigazgatási államtitkár (2019. júliusáig)
  - Rédey Krisztina: közigazgatási államtitkár (2019. júliusától)
  - Nagy János: Miniszterelnöki Programirodát vezető államtitkár
  - Kovács Zoltán: nemzetközi kommunikációért és kapcsolatokért felelős államtitkár (2019. végétől)
  - Tuzson Bence: kormányzati államtitkár (2020. januárjától)
- Agrárminisztérium
  - Farkas Sándor: miniszterhelyettes, parlamenti államtitkár
  - Tomasitz István: közigazgatási államtitkár (2019. júliusáig)
  - Szinay Attila: közigazgatási államtitkár (2019. augusztus 1-től)
  - Bitay Márton Örs: földügyekért felelős államtitkár (2019. február 18-ig)
  - Zambó Péter: erdőkért és földügyekért felelős államtitkár (2019. februárjától)
  - Feldman Zsolt: mezőgazdaságért és vidékfejlesztésért felelős államtitkár
  - Kis Miklós Zsolt: vidékfejlesztésért felelős államtitkár (2019. december 3-ig)
  - Rácz András: környezetügyért felelős államtitkár
  - Zsigó Róbert: élelmiszerlánc-felügyeletért felelős államtitkár (2020. szeptemberéig)
  - Erdős Norbert: élelmiszerlánc-felügyeletért felelős államtitkár (2020. november 1-től)
- Belügyminisztérium
  - Kontrát Károly: miniszterhelyettes, parlamenti államtitkár
  - Felkai László: közigazgatási államtitkár
  - Pogácsás Tibor: önkormányzati államtitkár
  - Papp Károly: belbiztonsági államtitkár (2020. október 1-től)
- Emberi Erőforrások Minisztériuma
  - Rétvári Bence: miniszterhelyettes, parlamenti államtitkár
  - Latorcai Csaba: közigazgatási államtitkár
  - Bódis József: oktatásért felelős államtitkár (2018. július 1-től 2019. szeptemberéig)
  - Maruzsa Zoltán: köznevelésért felelős államtitkár (2019. szeptemberétől)
  - Fekete Péter: kultúráért felelős államtitkár
  - Fülöp Attila: szociális ügyekért felelős államtitkár
  - Nagy Anikó: egészségügyért felelős államtitkár (2018. októberéig)
  - Horváth Ildikó: egészségügyért felelős államtitkár (2018. októbertől)
  - Pacsay-Tomassich Orsolya: nemzetközi ügyekért felelős államtitkár (2019. júliusáig)
  - Lőrinczi Zoltán: nemzetközi ügyekért felelős államtitkár (2019. szeptembertől)
  - Szabó Tünde: sportért felelős államtitkár
  - Novák Katalin: család- és ifjúságügyért felelős államtitkár (2020. szeptemberéig)
  - Vitályos Eszter: Európai Uniós fejlesztéspolitikáért felelős államtitkár
- Honvédelmi Minisztérium
  - Németh Szilárd: miniszterhelyettes, parlamenti államtitkár
  - Kádár Pál: közigazgatási államtitkár (2019. júliusáig)
  - Vidoven Árpád: közigazgatási államtitkár (2019. júliusától)
  - Szabó István: honvédelmi államtitkár
- Igazságügyi Minisztérium
  - Völner Pál: miniszterhelyettes, parlamenti államtitkár (2021. decemberéig)
  - Répássy Róbert: miniszterhelyettes, parlamenti államtitkár (2021. december 11-től)
  - Raisz Anikó: közigazgatási államtitkár (2019. júliusától)
  - Kecsmár Krisztián: európai uniós és nemzetközi igazságügyi együttműködésért felelős államtitkár (2018. augusztus 31-ig)
  - Bóka János: európai uniós és nemzetközi igazságügyi együttműködésért felelős államtitkár (2018. szeptember 1-től 2021 januárjáig)
  - Vízkelety Mariann: igazságügyi kapcsolatokért felelős államtitkár (2020. áprilisáig)
  - Steiner Attila: európai uniós ügyekért felelős államtitkár (2019. júliusától 2021. januárjáig)
  - Ökrös Oszkár: európai uniós ügyekért felelős államtitkár (2021.január 28-tól)
- Innovációs és Technológiai Minisztérium
  - Cseresnyés Péter: miniszterhelyettes, parlamenti államtitkár (2019. augusztusáig)
  - Schanda Tamás: miniszterhelyettes, parlamenti és stratégiai államtitkár (2019. augusztusától 2022. április 30-ig)
  - Gazsó Balázs: közigazgatási államtitkár
  - Bódis József: felsőoktatásért, innovációért és szakképzésért felelős államtitkár (2019. szeptemberétől)
  - György László: gazdaságstratégiáért és szabályozásért felelős államtitkár
  - Mosóczi László: közlekedéspolitikáért felelős államtitkár
  - Kaderják Péter: energia- és klímapolitikáért felelős államtitkár (2021. januárjáig)
  - Steiner Attila: körforgásos gazdaság fejlesztéséért, energia- és klímapolitikáért felelős államtitkár (2021. január 15-től)
  - Kara Ákos: infokommunikációért és fogyasztóvédelemért felelős államtitkár (2019. augusztusáig)
  - Cseresnyés Péter: kereskedelempolitikáért és fogyasztóvédelemért felelős államtitkár (2019. augusztusától)
  - Schanda Tamás: Európai Uniós fejlesztésekért felelős államtitkár (2019. augusztusáig)
  - Perényi Zsigmond: Európai Uniós fejlesztésekért felelős államtitkár (2019. szeptemberétől 2020. júniusáig)[2] [3]
  - Weingartner Balázs: fenntarthatóságért felelős államtitkár (2019. augusztusáig)
  - Boros Anita: építésgazdaságért, infrastrukturális környezetért és fenntarthatóságért felelős államtitkár (2019. augusztusától 2021. januárjáig)
  - Bodó Sándor: foglalkoztatáspolitikáért felelős államtitkár (2020. januárjától)
- Külgazdasági és Külügyminisztérium
  - Magyar Levente: miniszterhelyettes, parlamenti államtitkár
  - Balogh Csaba: közigazgatási államtitkár
  - Pacsay-Tomassich Orsolya: a Magyar Diplomáciai Akadémiáért és a Stipendium Hungaricum programért felelős államtitkár (2019. júliusától)
  - Menczer Tamás: tájékoztatásért és Magyarország nemzetközi megjelenítéséért felelős államtitkár
  - Sztáray Péter: biztonságpolitikáért felelős államtitkár: (2018. július 23-tól)
  - Vargha Tamás: polgári hírszerzésért felelős államtitkár: (2018. június 23-tól)
- Pénzügyminisztérium
  - Tállai András: miniszterhelyettes, parlamenti államtitkár
  - Gondos Judit: közigazgatási államtitkár
  - Banai Péter Benő: államháztartásért felelős államtitkár
  - Hornung Ágnes: pénzügyekért felelős államtitkár (2018. szeptemberéig)
  - Gion Gábor: pénzügyekért felelős államtitkár (2018. októbertől)
  - Izer Norbert: adóügyekért felelős államtitkár
  - Rákossy Balázs: európai uniós források felhasználásáért felelős államtitkár
  - Bodó Sándor: foglalkoztatáspolitikáért és vállalati kapcsolatokért felelős államtitkár (2020. januárjáig)
  - Sors László: Nemzeti Adó- és Vámhivatalt vezető államtitkár (2021. júniusáig)
  - Vágujhelyi Ferenc: Nemzeti Adó- és Vámhivatalt vezető államtitkár (2021. júliusától)